# Vadasjön
Vadasjön var en numera torrlagd sjö i Vada socken i Uppland, tidigare en del av Långhundraleden mellan Saltsjön och Uppsala. Idag tillhör området Vallentuna kommun. Sjön har också kallat Benhamers Siön, jämför ortsnamnet Stora Benhamra i närområdet.
I dag är den forna sjön ett i huvudsak igenvuxet område som omringar Helgöån. Fram till 1800-talet var sjön mycket stor, och sträckte sig från Vada kyrka förbi gården Stora Benhamra upp mot Helgösjön. Namnet på Vadasjön, liksom för Vada socken och Vada kyrka, kommer från ett tidigare vadställe över vattendraget vid utloppet av sjön. Det är omnämnt som ”Vathar” redan 1274. Sjön har utdikats genom att hällarna vid utloppet har sprängts.
På elektroniska kartor finns fortfarande namnet Vadasjön för området.